# دهستان نردین
نردین، دهستانی است از توابع بخش کالپوش شهرستان میامی در استان سمنان ایران.

## جمعیت
براساس سرشماری سال ۱۳۸۵ جمعیت آن ۲٬۱۱۴ نفر (۵۲۷ خانوار) بوده‌است.